# Pedro Fernández de Quirós

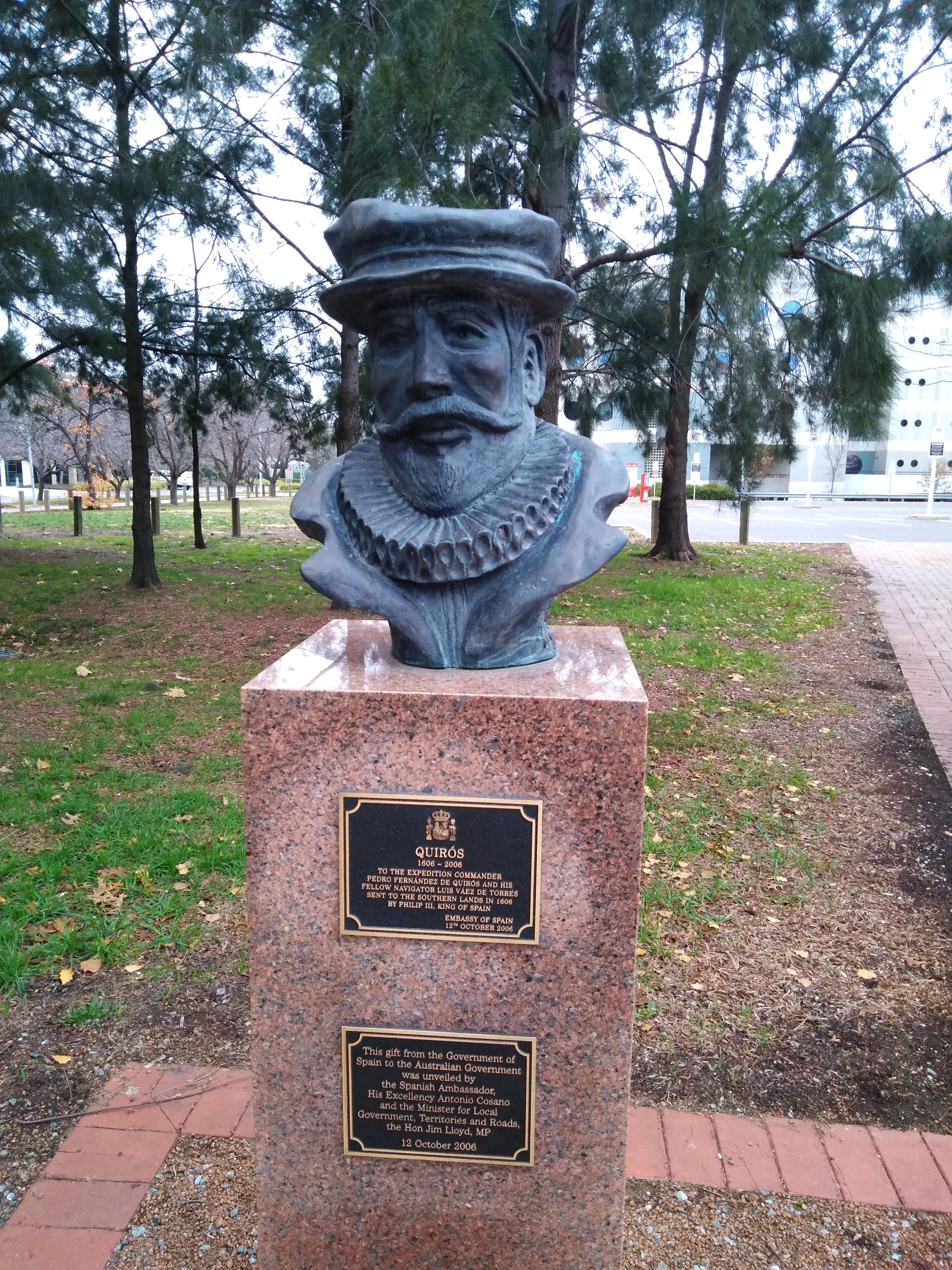
Escultura de Pedro Fernandes de Queirós en Canberra, Australia.

Pedro Fernández de Quirós (en portugués: Pedro Fernandes de Queirós; Évora, 1565 – Panamá, 1614) fue un marino y explorador portugués al servicio de España.

## Biografía

### Primeros años
Quirós nació en Évora, Portugal. Muy joven se incorporó a la Armada Española (por entonces las actuales Portugal y España pertenecían a la misma Corona, la española) y se hizo marino y navegante experimentado. En 1595 sirvió como piloto en las exploraciones de Álvaro de Mendaña de Neyra por el sudoeste del Pacífico.
Como católico devoto, visitó Roma en 1600, donde obtuvo apoyo del papa Clemente VIII para seguir con otras exploraciones.

### Expedición en búsqueda de laTerra Australis

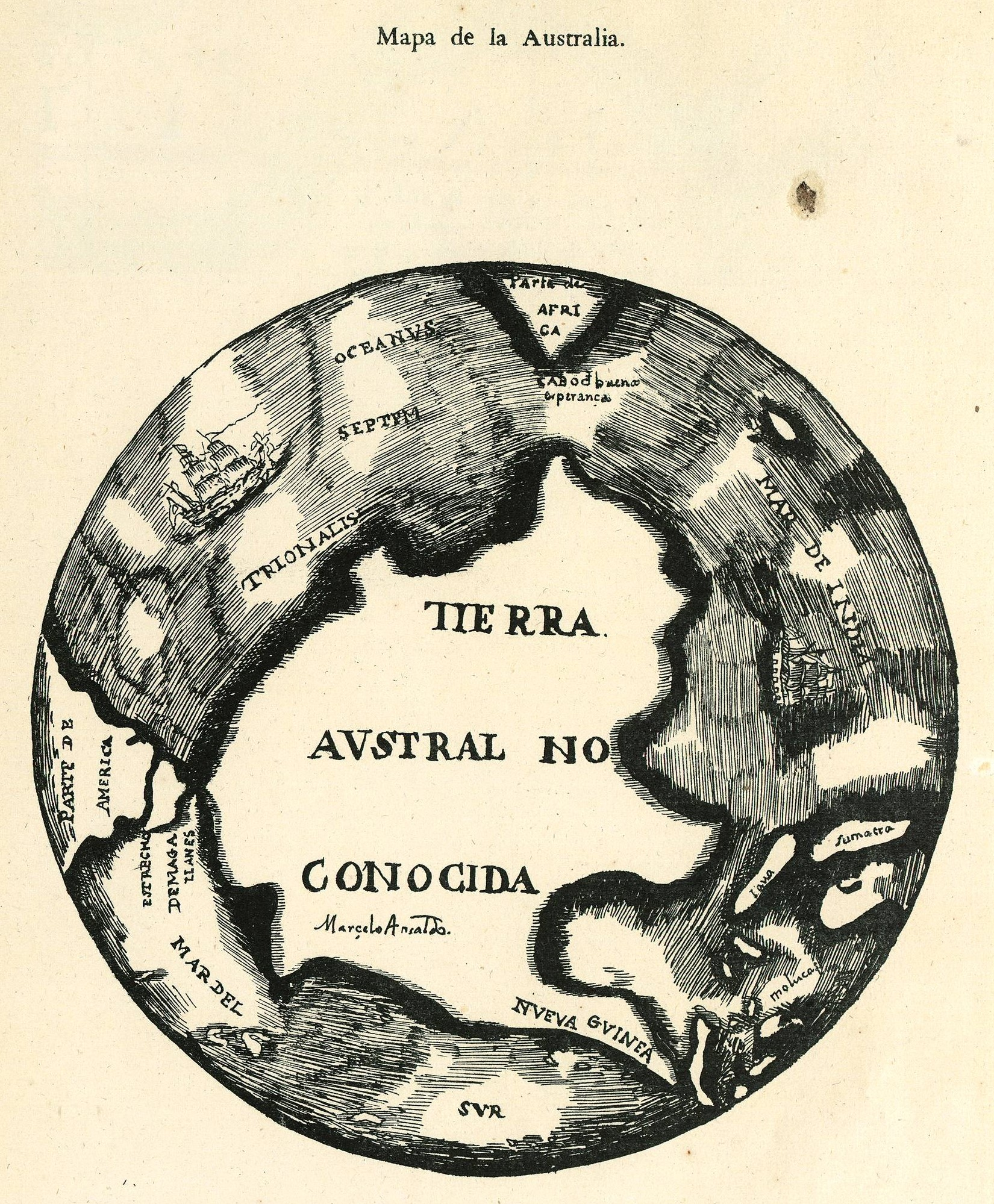
Ministerio de Fomento 1877 "Este bosquejo á pluma se halla en una relación del viaje hecho á la isla de los Ladrones por fray Diego Luis de San Vítores y el hermano de la Comp. de Jesús fray Marcelo de Ansaldo..."

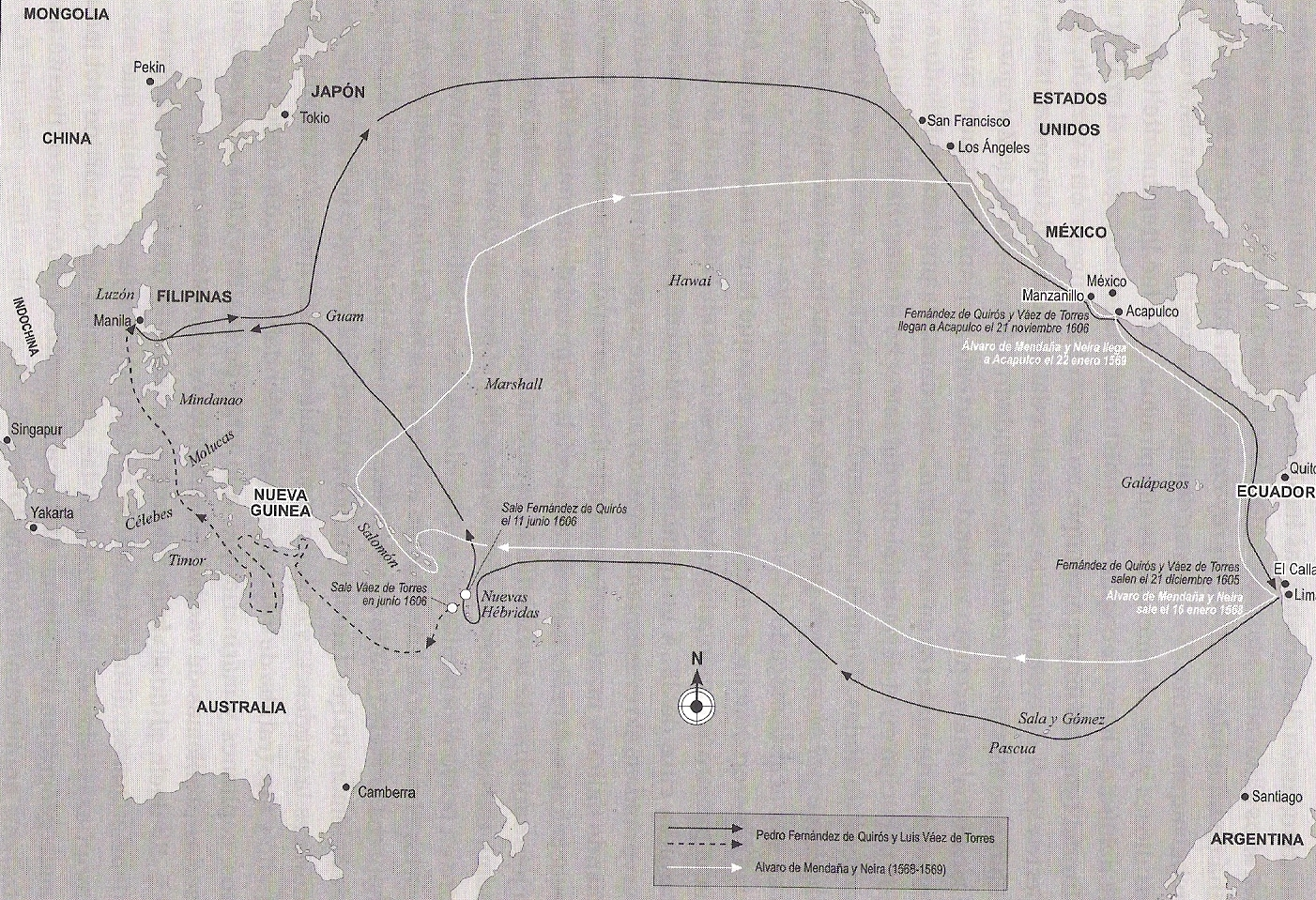
La expedición en color claro es el primer viaje del español Mendaña al Pacífico (1568), quien descubrió las islas Salomón. La expedición en oscuro es el viaje de Quirós en 1606, quien descubrió las Vanuatu. La línea de puntos representa el viaje de Torres tras separarse de Quirós, el cual pasó por el estrecho que hoy lleva su nombre.

En 1605 partió de Perú con la intención de encontrar la Terra Australis Ignota, la «gran tierra del sur mítica», y conquistarla para España y la Iglesia. La expedición de Quirós, con las tres naves Santos Pedro y Pablo, San Pedro y Los Tres Reyes, partió del Callao el 21 de diciembre de 1605 con 300 marineros y soldados. La expedición alcanzó en 1606 las Tuamotu y las islas más adelante llamadas Nuevas Hébridas (ahora, como nación independiente, Vanuatu). Descubrió la isla Ducie el 26 de enero de 1606, nombrándola la «Encarnación», también Tahití.
Quirós desembarcó en una isla grande que creyó era parte del continente austral, y la llamó la «Austrialia del Espíritu Santo» (combinando las palabras «Austral» y «Austria», dinastía reinante en España y Portugal). La isla todavía lleva el nombre de Espíritu Santo. Allí fundó una colonia que llamó «Nueva Jerusalén», pero fue más tarde abandonada por los desacuerdos entre los componentes de la expedición, y por la hostilidad de los indígenas Ni-Vanuatu.

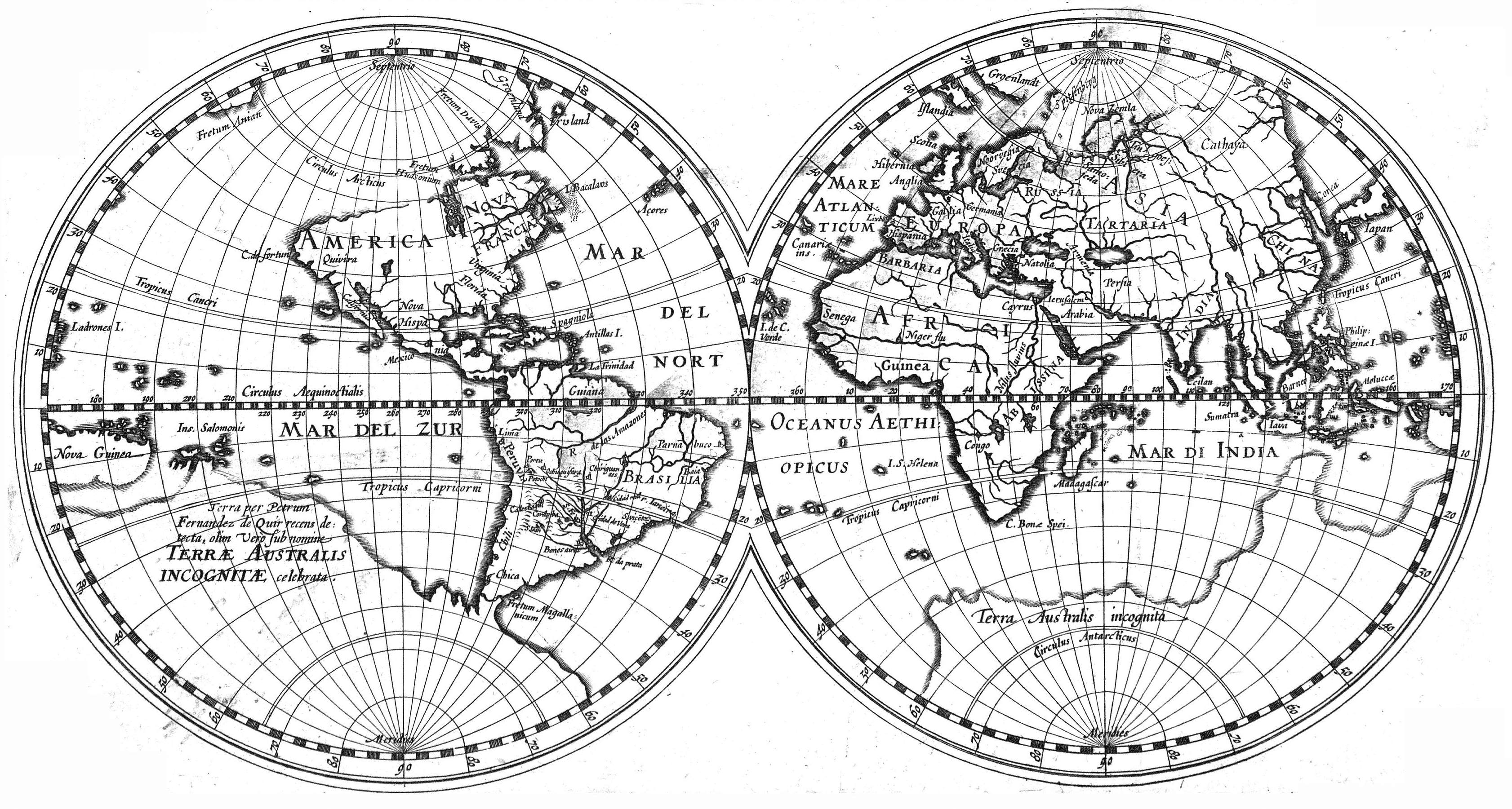
Mapamundi de Hessel Gerritsz de 1612 incluyendo el descubrimiento de la «Austrialia del Espiritu Santo» por Quirós.

Algunas semanas después Quirós se hizo a la mar otra vez. El mal tiempo lo separó de las otras naves y no conseguiría (o eso dijo él más adelante) volver a la orilla. Entonces puso rumbo a Acapulco en México, a donde llegó en noviembre de 1606. Su segundo en el mando, Luis Váez de Torres, después de buscar a Quirós, se dirigió de nuevo a Espíritu Santo, descubriendo que era una isla, y siguió buscando la Terra Australis hasta que abandonó la búsqueda y se dirigió a Manila.

### Muerte en Panamá
Quirós volvió a Madrid en 1607. Tomado por loco, pasó los siete años siguientes en la pobreza, escribiendo numerosos memoriales relatando su viaje y pidiendo al rey Felipe III dinero para un nuevo viaje. Lo enviaron a Perú con cartas de recomendación, pero el rey no tenía verdadera intención de financiar otra expedición. Quirós murió en Panamá en 1614.

## Teoría del descubrimiento de Australia por Queirós
El nombre de Pedro Fernández de Queirós se recuerda hoy principalmente en Australia. Muchos autores le asignan la invención de la palabra «Australia» en la creencia de que él nombró sus islas «Australia del Espíritu Santo», mientras que realmente las llamó «Austrialia del Espíritu Santo». Entre los que defendían la teoría de que Quirós posiblemente descubrió Australia, se encontraba el arzobispo de Sídney desde 1884 a 1911, Patrick Francis Moran, y así se enseñó en las escuelas católicas durante muchos años, asegurando que la Nueva Jerusalén de Quirós se encontraba cerca de Gladstone en Queensland.
En una carta del jesuita Marcelo Ansaldo a la reina, Doña Mariana de Austria, sobre el estado de las islas del Japón, Filipinas y Marianas, acompañaba un plano de Australia copiado de otro anterior, refiriendo al descubrimiento de Quirós. Dicho plano se publicó por el ministerio de fomento en 1877.
Basándose en esta creencia, el poeta australiano James McAuley (1917-76) escribió un poema épico llamado Captain Quiros [Capitán Quirós] en 1964, en el que muestra a Quirós como un mártir por la causa de la civilización cristiana católica, que fue recibido con gran frialdad en un tiempo en que Australia tenía un fuerte sesgo protestante.
Las investigaciones de José María Lancho con apoyo del astrónomo Tomás Alonso del Real Observatorio Astronómico de Madrid, pudieron determinar que Quirós no llegó a alcanzar Australia, recurriendo, a sugerencia de Lancho, a un método que serviría para la reconstrucción de la longitud alcanzada por el buque de Queirós en el momento en que este registra un eclipse de Luna. El estudio de los diarios de los pilotos por Lancho y Alonso permitieron dar una respuesta científica a una de las dudas más importantes relativas a los contactos europeos con Australia. Las conclusiones de este trabajo fueron, asimismo, presentadas en el Museo Naval de la Armada en Madrid el 11 de diciembre de 2015.
El escritor australiano John Toohey también publicó una novela, Queirós, en 2002.

### Textos completos de Quirós
- Quirós, Pedro Fernández de; Zaragoza, Justo; y Luis de Belmonte. (1880). Historia del descubrimiento de las regiones austriales hecho por el general Pedro Fernández de Quirós. Vol. 1. MG Hernandez, 1880. https://archive.org/details/historia-del-descubrimiento-de-las-regiones-australes--hecho-por-el-general-pedr/page/n2
- Quirós, Pedro Fernández de. (1605). Señor : el Capitán Pedro Fernández de Quiros : V.M. ordena y manda a su Consejo de Indias que me despachos a mi satisfacion para que el Virrey del Piru me de lo que fuere menester a la población de las tierras Australes adonde V.M. se sirue mandarme ir. https://archive.org/details/a6306006h

- Datos: Q313633
- Multimedia: Pedro Fernández de Quirós / Q313633